# Московское академическое художественное училище
Моско́вское академи́ческое худо́жественное учи́лище (МАХУ) — федеральное государственное бюджетное профессиональное образовательное учреждение (бывшее — Московское государственное академическое художественное училище памяти 1905 года).

## Особенности истории
С деятельностью училища связаны имена известных деятелей культуры. Его преподавателями и художественными руководителями в разные годы были действительные члены Академии художеств СССР В. Н. Бакшеев и А. М. Герасимов, член корреспондент Академии художеств СССР Н. П. Крымов, заслуженный деятель искусств РСФСР, профессор В. А. Шестаков, профессор С. Н. Фролов, доцент К. Ф. Морозов, художники П. К. Петровичев, П. А. Радимов, заслуженные художники РСФСР А. И. Саханов, блестящие преподаватели М. М. Булгакова, Ю. Г. Седов, Л. О. Нижний, А. М. Дубинчик, М. В. Добросердов и многие другие.

### Названия училища
- 22 декабря 1925 года, на основании Распоряжения Московского профессионального объединения работников учебных заведений № 49, училище создаётся как Московский государственный техникум изобразительных искусств памяти восстания 1905 года.
- 5 апреля 1936 года, Постановлением Президиума Московского областного исполнительного комитета № 840, училище переименовывается в Московский государственный областной художественный педагогический техникум изобразительных искусств памяти восстания 1905 года.
- 28 сентября 1936 года, Приказом Московского областного управления по делам искусств № 52, училище переименовывается в Московское областное художественное педагогическое училище изобразительных искусств памяти восстания 1905 года.
- 9 марта 1965 года, Распоряжением Правительства РСФСР № 630-р, училище переименовывается в Московское государственное художественное училище памяти 1905 года.
- 1 ноября 1995 года, Приказом Министерства культуры Российской Федерации № 738, училище переименовывается в Московское государственное академическое художественное училище памяти 1905 года.
- 17 февраля 2016 г, после событий на Украине, училище переименовано в «Московское академическое художественное училище», из названия исключено упоминание революции 1905 года. Основание: Приказ Министерства культуры РФ от 17 декабря 2015 г. № 3123 за подписью Мединского.

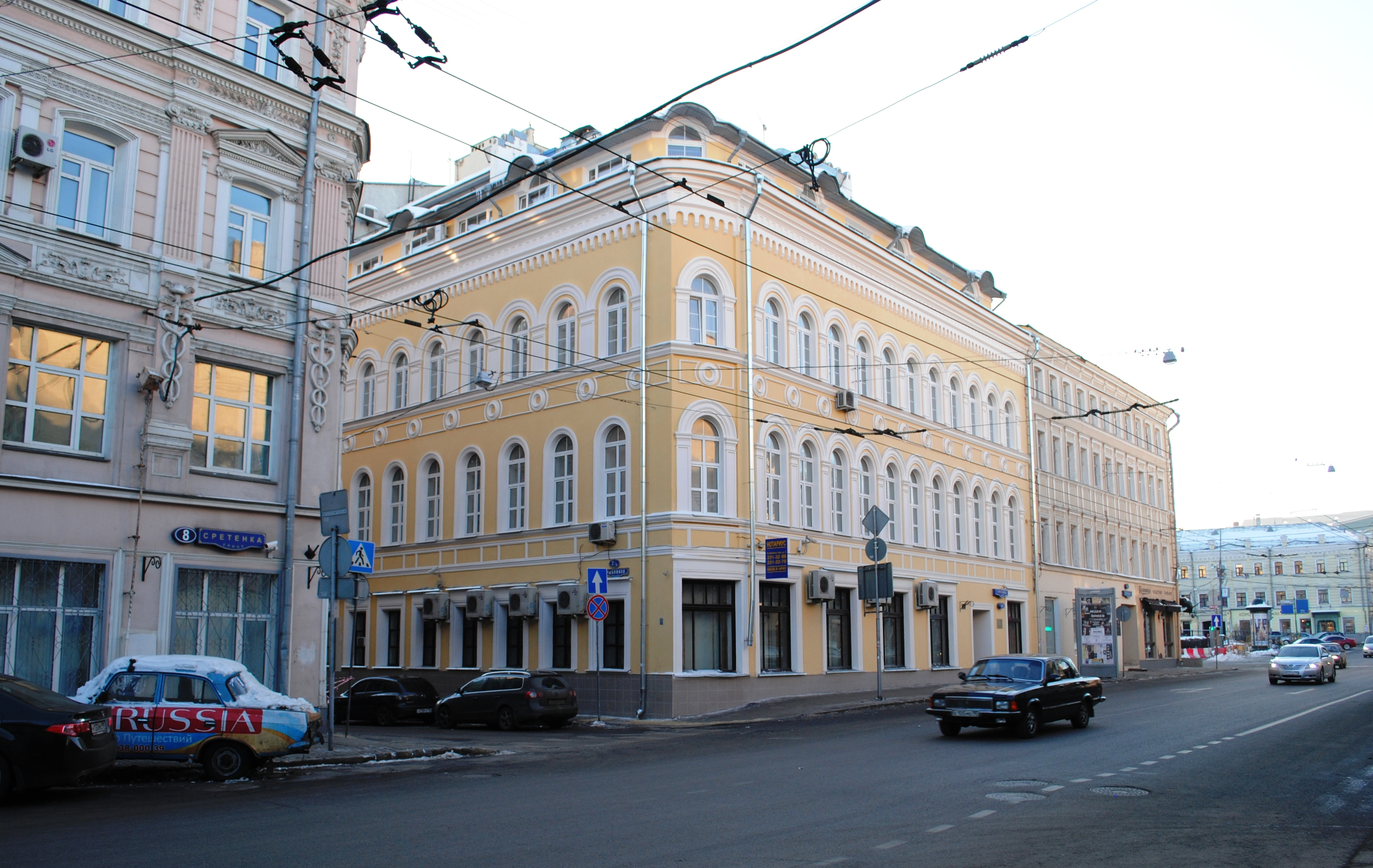
Москва, ул. Сретенка, 6/2

### Места расположения училища
С момента своего основания в 1925 году и по 1979 год училище располагалось в конторском доме постройки 1911 года (архитектор В. В. Шервуд) на углу с Рыбниковым переулком по адресу: улица Сретенка, дом 6/2.
В 1979 году было предоставлено новое здание типовой школы по нынешнему адресу: улица Сущёвский Вал, дом 73, корпус 2.

## Современная деятельность училища

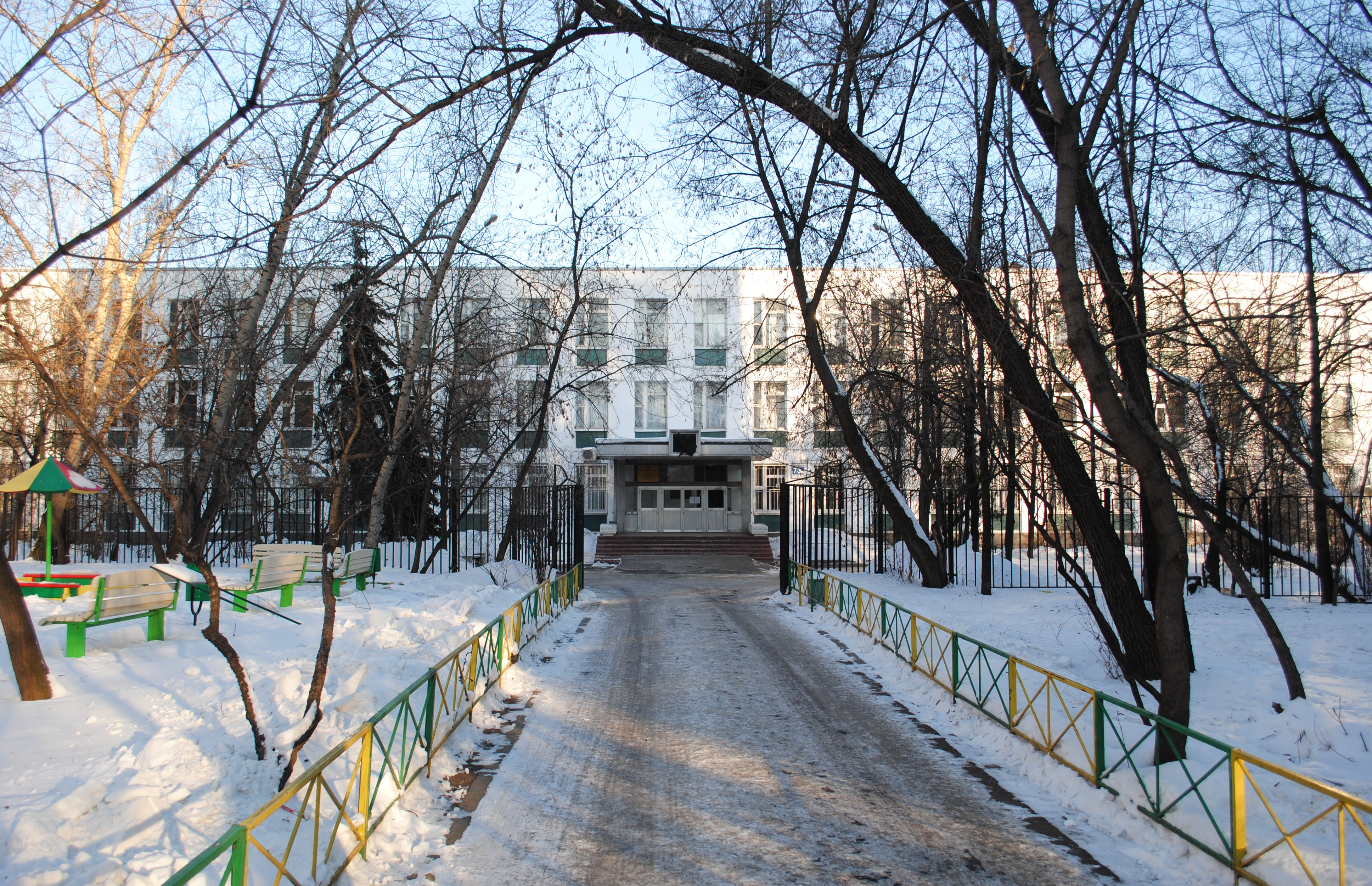
Москва, ул. Сущёвский Вал, 73, корпус 2

Училище проводит подготовку по отделениям:
- Живопись (по видам). Образовательная программа: станковая живопись, театрально-декорационная живопись.
- Дизайн (по отраслям). Образовательная программа: графический дизайн, дизайн среды.
- Скульптура. Образовательная программа: скульптура.
- Реставрация. Образовательная программа: реставрация живописи, реставрация графики и темперной живописи.
- В 1995 году, в связи с 70-летним юбилеем и за большие заслуги в развитии художественного образования, училищу было присвоено почётное звание «академическое»[2].
- В 2000 году, честь 75-летия училище было награждено Золотой медалью Российской академии художеств[2]. Эта годовщина была отмечена большой ретроспективной выставкой в зале «Новый Манеж»[3].

## Финансирование
В 2012 году Правительство России приняло решение поддержать МГАХУ памяти 1905 года дополнительными средствами из бюджета. В результате, «в целях совершенствования системы государственной поддержки в сфере культуры и искусства», Правительство Российской Федерации одобрило предложение Министерства культуры Российской Федерации о предоставлении в 2013—2015 годах грантов в сфере культуры и искусства творческому коллективу МГАХУ памяти 1905 года.

## Некоторые студенты
- Абрамов, Андрей Сергеевич
- Азгур, Галина Гавриловна
- Айзенман, Алексей Семёнович
- Алимпиев, Виктор Гелиевич
- Баранов, Иннокентий Павлович
- Барченков, Николай Иванович
- Бархатков, Антон Стефанович
- Беляев, Дмитрий Васильевич

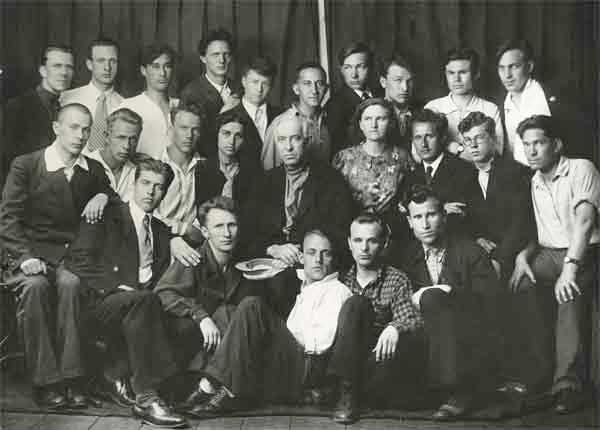
Н. П. Крымов (в центре) среди студентов Московского государственного техникума изобразительных искусств памяти восстания 1905 года.
1930-е годы

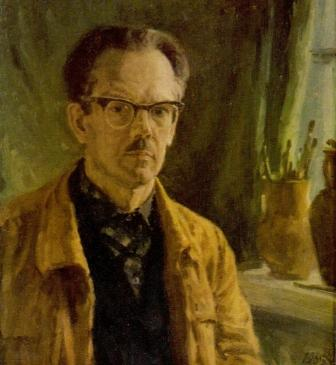
Викторов, Сергей Павлович (автопортрет, 1969)

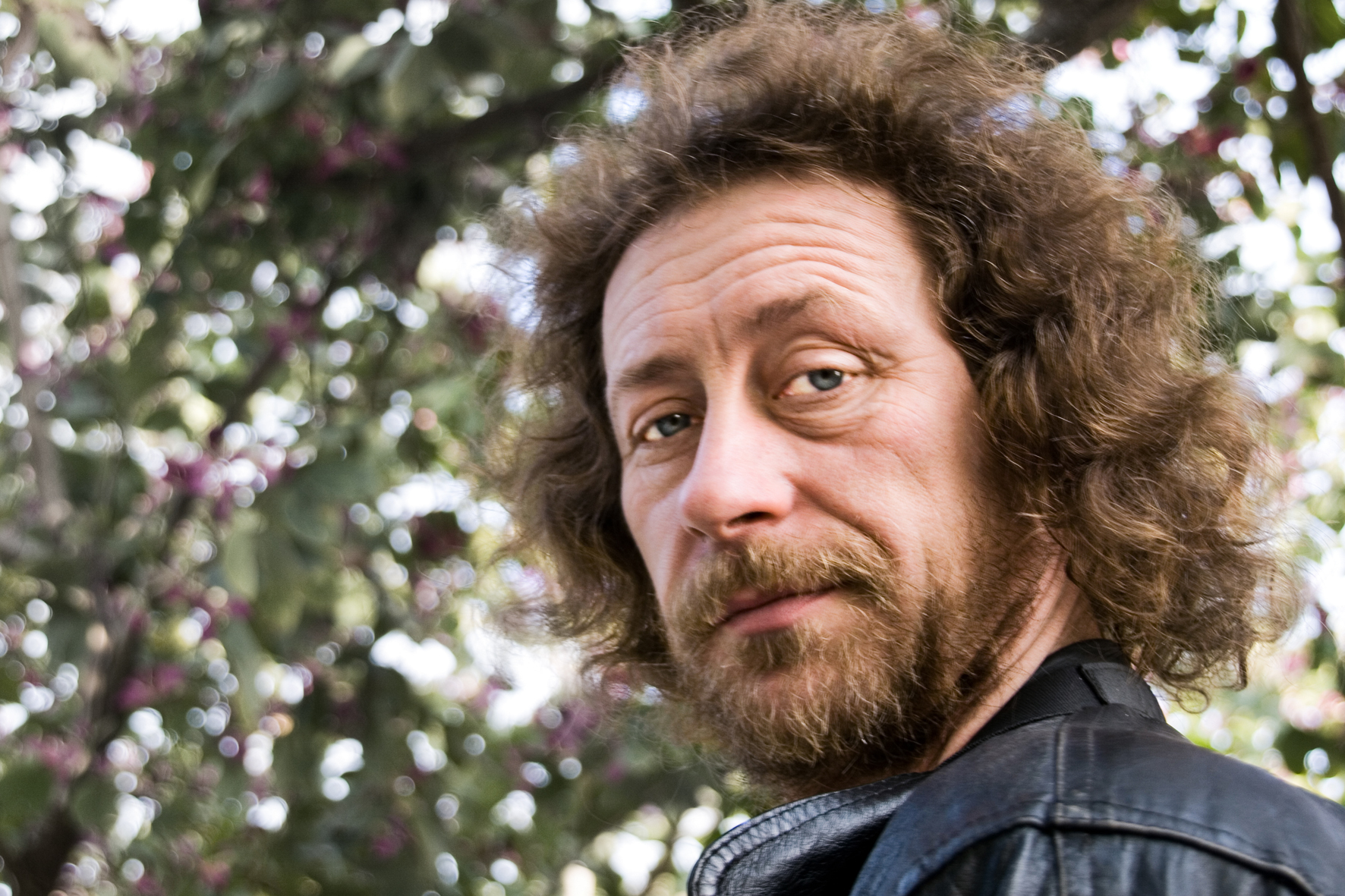
Селищев, Михаил Александрович, 2009

- Бенедиктов, Станислав Бенедиктович
- Беньяминсон, Эрик Евгеньевич
- Быков, Александр Петрович
- Ваулин, Алексей Николаевич
- Вершигоров, Петр Саввович
- Вечтомов, Николай Евгеньевич
- Викторов, Сергей Павлович
- Воронцов, Дмитрий Андреевич
- Горбунов, Владимир Тихонович
- Горина, Клара Алексеевна
- Дронников, Николай Егорович
- Дубов, Василий Васильевич
- Дубосарский, Владимир Ефимович
- Дуленков, Борис Дмитриевич
- Есаян, Сергей Арамаисович
- Зверев, Анатолий Тимофеевич (Не окончил)
- Иванов, Виктор Семёнович
- Иванов, Борис Михайлович
- Жук, Александр Борисович
- Ким, Анатолий Андреевич
- Ковылина, Елена
- Комов, Олег Константинович
- Кожевников, Сергей Витальевич
- Коженкова, Алла Владимировна
- Кочейшвили, Борис Петрович
- Кугач, Юрий Петрович
- Купреянов, Яков Николаевич
- Левин, Семён Михайлович
- Лифанов, Владимир
- Логвин, Андрей Николаевич
- Мартынов, Ярослав Николаевич
- Мельников, Виктор Константинович
- Москалёва, Елена Борисовна
- Мочальский, Дмитрий Константинович
- Миндлин, Михаил Борисович
- Мушаилов, Мушаил Ханухович
- Насибулин, Энгель Хариевич
- Неменский, Борис Михайлович
- Пархоменко, Алексей Иванович
- Плавинский, Дмитрий Петрович
- Понсов, Алексей Дмитриевич
- Попов, Александр Борисович
- Пелипенко, Андрей Анатольевич
- Перчихина, Марина Константиновна
- Рогинский, Михаил Александрович
- Савицкий, Игорь Витальевич
- Селиванов, Николай Александрович
- Селищев, Александр Никифорович
- Селищев, Михаил Александрович
- Смирнов, Сергей Иванович
- Соломин, Николай Константинович
- Соловьёва Любовь Валентиновна
- Супереко, Олег Николаевич
- Сорокин, Евгений Алексеевич
- Сурков, Юрий Юрьевич
- Сысоев, Николай Александрович
- Успенский, Борис Александрович
- Файн, Дмитрий
- Фёдоров, Антон Борисович
- Черняк, Антон
- Четвертков, Игорь Дмитриевич
- Шаховцов, Виталий Иванович
- Эстис, Олег Николаевич

## Некоторые преподаватели и художественные руководители
- Авсиян, Осип Абрамович
- Айрапетян, Вардкес Левонович
- Аронов, Лев Ильич
- Бакшеев, Василий Николаевич

Грицай, Алексей Михайлович (худ. Коркодым В. Н., 1996)

Петровичев, Пётр Иванович (автопортрет, 2010)

- Бенедиктов, Станислав Бенедиктович
- Булгакова, Матильда Михайловна
- Бычков, Вячеслав Павлович
- Воронцов, Дмитрий Андреевич
- Горелов, Гавриил Никитич
- Герасимов, Александр Михайлович
- Грицай, Алексей Михайлович
- Денисов, Анатолий Егорович
- Драгунская, Ирина Денисовна
- Иванов-Радкевич, Михаил Павлович
- Королёв, Борис Данилович
- Крымов, Николай Петрович
- Кугач, Михаил Юрьевич
- Лагутин Сергей Яковлевич
- Липкинд, Эммануил Григорьевич[англ.]
- Морозов, Алексей Викторович
- Петровичев, Пётр Иванович
- Радимов, Павел Александрович
- Ромас, Яков Дорофеевич
- Ряжский, Георгий Георгиевич
- Соколов, Михаил Ксенофонтович
- Сельвинская Татьяна Ильинична
- Якобчук Владимир Анатольевич
- Хрещатый Андрей Юрьевич